# Bogens distrikt
Bogens distrikt är ett distrikt i Arvika kommun och Värmlands län. Distriktet ligger omkring Mitandersfors i västra Värmland och gränsar till Norge.

## Tidigare administrativ tillhörighet
Distriktet inrättades 2016 och utgörs av Bogens socken i Arvika kommun.
Området motsvarar den omfattning Bogens församling hade vid årsskiftet 1999/2000.

## Tätorter och småorter
I Bogens distrikt finns inga tätorter eller småorter.